# Zwola (powiat kozienicki)
Zwola – wieś sołecka w Polsce położona w województwie mazowieckim, w powiecie kozienickim, w gminie Gniewoszów.
| SIMC    | Nazwa      | Rodzaj    |
| ------- | ---------- | --------- |
| 0620240 | Kamionka   | część wsi |
| 0620257 | Kopaniny   | część wsi |
| 0620263 | Pod Lasem  | część wsi |
| 0620270 | Stara Wieś | część wsi |
| 0620286 | Wały       | część wsi |
| 0620292 | Zygmuntów  | część wsi |

Prywatna wieś szlachecka Zwoła, położona była w drugiej połowie XVI wieku w powiecie radomskim województwa sandomierskiego. W latach 1975–1998 miejscowość należała administracyjnie do województwa radomskiego.
Wierni kościoła rzymskokatolickiego należą do parafii Niepokalanego Poczęcia NMP w Wygodzie.